# واش‌آسونی‌فا
واش‌آسونی‌فا (به مجاری:  Vasasszonyfa) یک سکونتگاه مسکونی در مجارستان است که در واش واقع شده‌است.

## خصوصیات
واش‌آسونی‌فا ۱۰٫۶۵ کیلومترمربع مساحت و ۳۸۵ نفر جمعیت دارد.